# Balatonkenesei tátorjános
Balatonkenesei tátorjános este o arie protejată (arie specială de conservare — SAC, sit de importanță comunitară — SCI) din Ungaria întinsă pe o suprafață de 6,75 ha, integral pe uscat.

## Localizare
Centrul sitului Balatonkenesei tátorjános este situat la coordonatele 47°02′13″N 18°05′35″E / 47.036944°N 18.093056°E.

## Înființare
Situl Balatonkenesei tátorjános a fost declarat sit de importanță comunitară în mai 2004 pentru a proteja 1 specie de plante. Situl a fost protejat și ca arie specială de conservare în februarie 2010.

## Biodiversitate
Situată în ecoregiunea panonică, aria protejată nu include niciun habitat protejat.
La baza desemnării sitului se află o specie protejată de  plante: târtan (Crambe tataria)
Pe lângă speciile protejate, pe teritoriul sitului au mai fost identificate 1 specie de plante.